# Ернст Рем
Ернст Юліус Ґюнтер Рем (нім. Ernst Julius Günther Röhm; 28 листопада 1887, Мюнхен, Баварія, Німецька імперія — 1 липня 1934, Мюнхен, Баварія, Третій Райх) — один з лідерів націонал-соціалістів і керівник Штурмового управління (СА).

## Біографія
Народився в Мюнхені в сім'ї службовця. 1908 року став офіцером рейхсверу. Під час Першої світової війни служив на Західному фронті, де був тричі поранений і нагороджений «Залізним хрестом» 1-го та 2-го ступенів.
У 1920 році змінив Карла Майра на посаді начальника відділу пропаганди IV військового округу. Того ж року він познайомився з Гітлером і став одним із перших членів НСДАП.
У 1923 році звільнився з армії в чині капітана. Брав участь, будучи командиром підрозділу штурмовиків «Військове знамено імперії», у «Пивному путчі» (9.11.1923). Зайняв зі своїми штурмовиками штаб-квартиру командування сухопутних сил у Баварії та інші об'єкти, ключаючи будівлю телеграфу. Був арештований і притягнутий до суду разом з Гітлером, але був звільнений одразу після суду. Очолив нелегальні СА (вони були офіційно заборонені після «Пивного путчу», як і НСДАП) і привернув до них близько 30 тис. ветеранів війни. Наприкінці 1923 року поїхав до Болівії, куди був запрошений як військовий інструктор у чині підполковника.

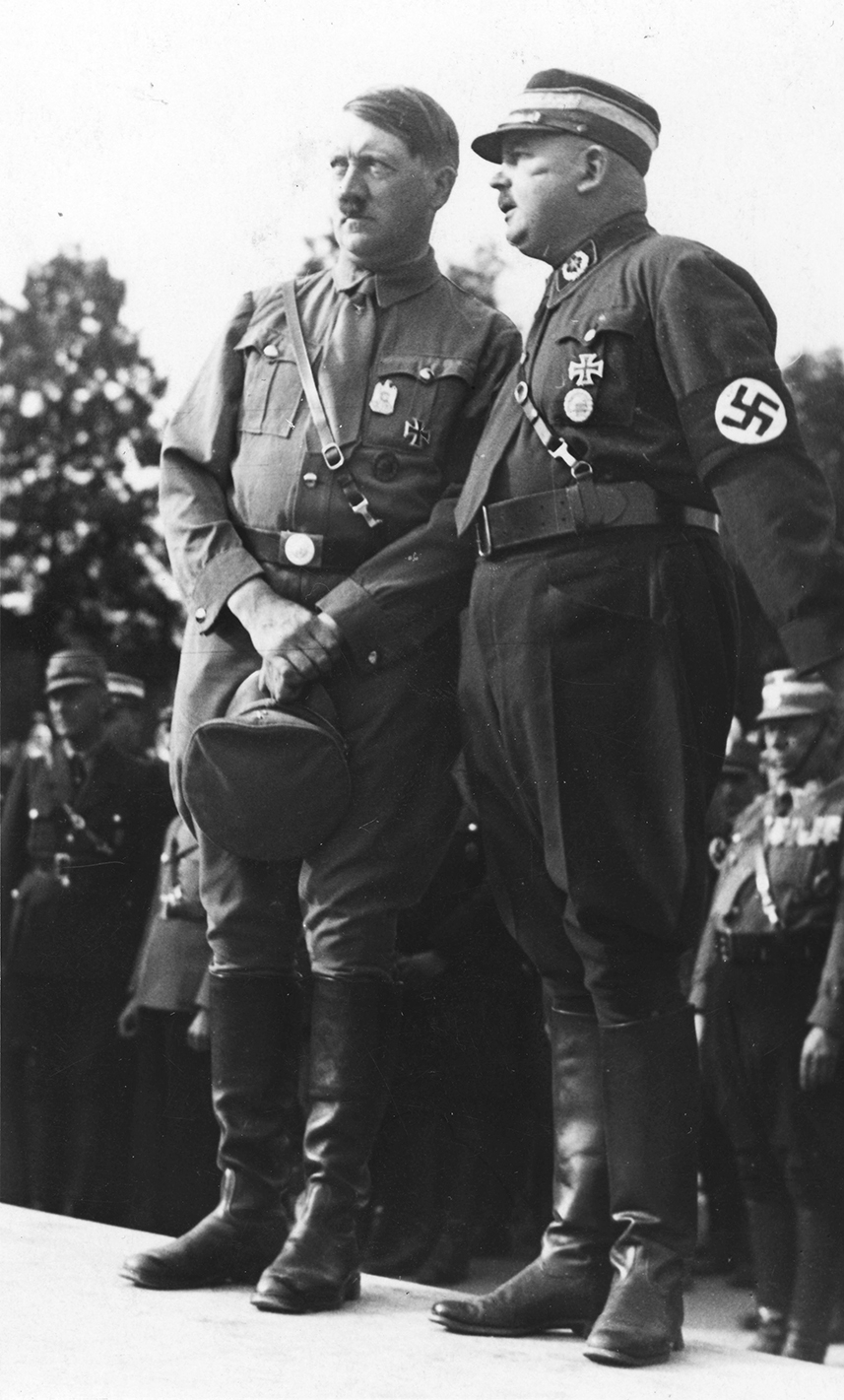
Ернст Рем та Адольф Гітлер,1933 р.

У вересні 1930 року, коли в Гітлера виник черговий конфлікт через зменшення керованості СА, Рема було викликано до Берліна і призначено начальником штабу СА (верховним фюрером СА з 1930 року став сам Гітлер). Рем реформував СА, створив нову структуру, залучив нових членів. До середини 1931 року чисельність СА досягла 200 тисяч, а на кінець року, зокрема завдяки діяльності Рема, — 400 тисяч осіб — у 4 рази більшої кількості членів, аніж армія. 13.4.1932 указом уряду і президента СА, як збройні формування, були розформовані. Рем закликав до збройного опору, але Гітлер відхилив цю ідею. Уже 15.6.1932 заборону на діяльність СА було знято. До кінця 1933 року Рем довів чисельність СА до 2 млн осіб.
Різке зростання чисельності і впливу СА, авторитет Рема в яких був незаперечний, викликав настороженість керівництва НСДАП. Крім того, Рем активно виступав з ідеєю т. зв. «Другої революції», вважаючи, що захоплення влади — тільки перший етап, і в цьому його підтримувала більшість керівництва СА. Одночасно Рем висунув концепцію перетворення СА в народну армію, з підпорядкуванням їм збройних сил і, природно, на чолі із собою. Ці дії викликали занепокоєння у вищому командуванні армії, з яким Гітлер не збирався загострювати відносини, а також у промислових колах, яким не подобалися заклики Рема до соціальної революції. 1.12.1933 Рем був введений до складу уряду як імперський міністр без портфеля, а також став членом державного уряду Баварії. 21.2.1934 Гітлер розпорядився скоротити чисельність СА. 28.6.1934 Рем був виключений з Німецької офіцерської ліги. Гітлер зробив спробу примиритися з СА, Рем, пішовши назустріч йому, віддав наказ розпустити 1.7.1934 СА на місяць у відпустку із забороною їм носити форму. Перед відпусткою, 30.6.1934, вирішено було провести нараду вищого керівництва держави та старих бійців СА в готелі «Ганзльбауер» у Бад-Вісзе, на березі озера Тегернзе. 30.06.1934 в «Ніч довгих ножів» Рем і його найближче оточення були арештовані. Відправлений до в'язниці Штадельгейм. Була зроблена спроба змусити Рема покінчити життя самогубством, але Рем відмовився це зробити. Після цього застрелений у камері есесівцями Теодором Айке та Міхаелем Ліппертом.

## Нагороди

### Перша світова війна
- Військовий хрест «За заслуги» (Баварія) 4-го класу з мечами (1914)
- Залізний хрест 2-го класу
- Залізний хрест 1-го класу (1916)
- Срібний нагрудний знак «За поранення» (1918)

### Міжвоєнний період
- Золотий партійний знак НСДАП
- Орден крові